# Уйсце (гмина)
Уйсце (пол. Ujście) — гмина (волость) в Польше, входит как административная единица в Пилский повет, Великопольское воеводство. Население — 7969 человек (на 2004 год).

## Сельские округа
1. Бышки
2. Хрустово
3. Яблоново
4. Крушево
5. Луги-Уйске
6. Мирослав
7. Нова-Весь-Уйска
8. Венглево

## Прочие поселения
1. Брониславки
2. Хайздры
3. Нове
4. Слюза-Нове
5. Уйсце-Нотецке
6. Уйсце-Ленг
7. Жлобки

## Соседние гмины
1. Гмина Ходзеж
2. Гмина Чарнкув
3. Гмина Качоры
4. Пила
5. Гмина Тшчанка